# Darnell Jackson
Pour les articles homonymes, voir Jackson.
Darnell Edred Jackson, né le 7 novembre 1985 à Oklahoma City, Oklahoma est un joueur américain de basket-ball. Il évolue au poste d'ailier fort.

## Carrière sportive

### Carrière junior
Darnell Jackson va au lycée Midwest City à Oklahoma City. Il y reste jusqu'en 2004.
En 2004, il rejoint l'université du Kansas et évolue pour l'équipe des Jayhawks du Kansas.

### Carrière professionnelle
Darnell Jackson est drafté en 2008 en 52e position par le Heat de Miami.
Le 26 juin 2008, il est envoyé chez les Cavaliers de Cleveland. Il participe à la NBA Summer League 2008 avec les Cavs. Le 6 septembre 2008, il signe son contrat rookie avec Cleveland. Il manque le début de la saison 2008-2009 en raison d'une blessure au poignet. Il fait ses débuts en NBA le 26 novembre 2008 face aux Knicks de New York avec 6 minutes de jeu pour 4 points et une victoire 119 à 101. Durant cette première saison, il effectue deux passages en NBA Development League chez les BayHawks d'Erié. La saison 2009-2010 ressemble à la précédente avec des passages en D-League. Le 20 mars 2010, il est coupé par les Cavaliers pour permettre le retour de Zydrunas Ilgauskas.
Le 26 mars 2010, il s'engage avec les Bucks de Milwaukee.
Le 21 juillet 2010, il est envoyé, avec un second tour de draft, aux Kings de Sacramento en échange de Jon Brockman. À l'issue de la saison 2010-2011, il se retrouve agent libre.
Durant le lock-out 2011 de la NBA, il signe en Ukraine avec le BC Donetsk. Il y jouera toute la saison 2011-2012. En septembre 2012, il participe au camp d'entraînement du Jazz.
Le 1er novembre 2012, il s'engage en D-League avec les BigHorns de Reno. En janvier 2013, il quitte Reno pour la Chine et l'équipe des Xinjiang Flying Tigers. En mars 2013, il retourne chez les BigHorns.
Le 10 septembre 2013, il signe avec les Pacers de l'Indiana. Il est coupé le 17 octobre 2013. Durant le même mois, il retourne dans le championnat chinois avec les Shanghai Sharks. En mars 2014, il signe aux Philippines avec les Meralco Bolts pour le reste de la saison.
Le 31 octobre 2014, ses droits sont échangés par Reno avec les Knicks de Westchester contre un premier tour de draft et les droits de Stefhon Hannah. Il rejoint officiellement les Knicks le 3 novembre. En mai 2015, il rejoint l'équipe des Anhui Oriental Dragons en Chine.
En novembre 2015, il rejoint la Turquie et l'équipe de Yeşilgiresun Belediyespor. En avril 2016, il rejoint l'équipe des Marinos de Anzoátegui au Venezuela.
Le 5 septembre 2016, il signe en Pologne avec le club de Rosa Radom pour toute la saison 2016-2017.
Durant l'été 2017, il rejoint le championnat de Jeep Elite et le club de Boulazac Basket Dordogne mais les deux parties se séparent prématurément en décembre 2017. Quelques jours plus tard, il rejoint la Grèce et le PAOK Salonique pour le reste de la saison.
Pour la saison 2018-2019, il s'engage en Allemagne avec le club de l'Eisbären Bremerhaven puis en octobre 2019, il retourne en Pologne avec le club du Spójnia Stargard.
En janvier 2020, il reste en Pologne et rejoint le club du Stal Ostrów Wielkopolski.

## Clubs successifs
- 2008-2010 :  Cavaliers de Cleveland
- 2008-2010 :  BayHawks d'Erié
- 2010 :  Bucks de Milwaukee
- 2010-2011 :  Kings de Sacramento
- 2011-2012 :  BC Donetsk
- 2012-2013 :  BigHorns de Reno
- 2013 :  Xinjiang Flying Tigers
- 2013-2014 :  Shanghai Sharks
- 2014 :  Meralco Bolts
- 2014-2015 :  Knicks de Westchester
- 2015 :  Anhui Oriental Dragons
- 2015-2016 :  Yeşilgiresun Belediyespor
- 2016 :  Marinos de Anzoátegui
- 2016-2017 :  Rosa Radom
- 2017 :  Boulazac Basket Dordogne
- 2017-2018 :  PAOK Salonique
- 2018-2019 :  Eisbären Bremerhaven
- 2019-2020 :  Spójnia Stargard
- 2020- :  Stal Ostrów Wielkopolski